# Condado de Guenduláin
El condado de Guenduláin es un título nobiliario español creado por el rey Felipe IV el 6 de marzo de  1658 a favor de Jerónimo de Ayanz de Navarra y Garro Beaumont y Javier aunque falleció antes que se expidiera el real despacho que se otorgó posteriormente el 21 de septiembre de 1663 a su hija, heredera del condado.  En 25 de febrero de 1864 la reina Isabel II concedió la Grandeza de España al VIII conde, Joaquín Ignacio Mencos y Mar de Zúñiga. Tradicionalmente los primogénitos de Guenduláin llevaban el título de barón de Bigüezal.

## Denominación
Su designación de titular se refiere a la comunidad de Guenduláin en Cizur, situado en la comunidad foral de Navarra.

## Condes de Guenduláin
|                                                | Titular                                                | Periodo                |
| Creación por Felipe IV                         | Creación por Felipe IV                                 | Creación por Felipe IV |
| ---------------------------------------------- | ------------------------------------------------------ | ---------------------- |
| I                                              | Jerónimo de Ayanz de Navarra y Garro Beaumont y Javier | 1658 -1669             |
| II                                             | Josefa de Ayanz de Navarra                             | 1669-1683              |
| III                                            | Luis Carlos de Ayanz de Arbizu y Navarra               | 1683-1693              |
| IV                                             | María Basilia de Ayanz Arbizu y Navarra                | 1693-1757              |
| V                                              | Rafael de Mencos y Ayanz de Navarra                    | 1757-1759              |
| VI                                             | Joaquín José de Mencos y Aréizaga                      | 1759-1817              |
| VII                                            | Joaquín María de Mencos y Eslava                       | 1817-1852              |
| Concesión de la Grandeza en 1864 por Isabel II |                                                        |                        |
| VIII                                           | Joaquín Ignacio de Mencos y Manso de Zúñiga            | 1852-1882              |
| IX                                             | Joaquín María de Mencos y Ezpeleta                     | 1882-1936              |
| X                                              | Joaquín Ignacio de Mencos y Bernaldo de Quirós         | 1936 -1968             |
| XI                                             | María del Pilar de Mencos y del Arco                   | 1969                   |
| XII                                            | Joaquín Ignacio Londáiz y Mencos                       | 2003-actual titular    |

## Historia de los condes de Guenduláin

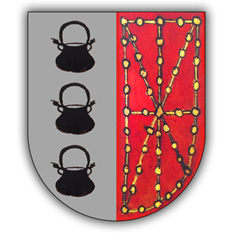
Condado de Guenduláin

- Jerónimo Ayanz de Navarra y Garro Beaumont y Javier (m. 2 de septiembre de 1663), I conde de Guenduláin caballero de la Orden de Calatrava, Montero Mayor de Navarra y alguacil mayor del reino. Fue educado en la Corte y en su juventud fue menino de la reina Ana, paje del rey Felipe III, después gentilhombre de boca y caballerizo de la reina Mariana de Austria en 1663. Era hijo primogénito de Francés Ayanz y Beaumont, señor de Guenduláin, y de Catalina de Garro y Javier, hija de los vizcondes de Zolina y señores de Javier.[2]

Se casó  el 18 de noviembre de 1610 con Catalina Berrio y Rosas, hija de Juan Berrio y Rosas, señor de la Torre, de quien heredó el mayorazgo, y de Leonor Murgutio Mirafuentes y Peralta. Le sucedió su hija primogénita:
- Josefa Ayanz de Navarra y Berrio (m. 31 de septiembre de 1683), II condesa de Guenduláin.[8]

Se casó en Guenduláin (Navarra) el 7 de octubre de 1641 con su pariente Francisco de Arbizu Garro y Javier, señor de los palacios de Iriberri, Sotés, de la casa de Obanos y mayorazgo de Arbizu de Tafalla, alguacil mayor del Reino y capitán de Remisionados del Reino. Le sucedió su hijo:
- Luis Carlos Ayanz de Arbizu y Navarra (m. después del 5 de febrero de 1693), III conde de Guenduláin, copero y montero mayor de Navarra.[8]

Contrajo matrimonio el 4 de septiembre de 1669 con Josefa Antonia Lodosa Navarra Mauleón y Cruzat (también llamada Josefa Antonia de Lodosa y Redin, VI baronesa de Bigüezal. Le sucedió su hija:
- María Basilia de Ayanz de Arbizu y Navarra ((m. 12 de enero de 1757), IV condesa de Guenduláin y VII baronesa de Bigüezal.[8]

Se casó el 9 de noviembre de 1696 con José Sebastián de Mencos y Ayanz de Arbizu. Le sucedió su hijo:
- Rafael de Mencos y Ayanz de Navarra (1705-22 de mayo de 1759), V conde de Guenduláin y VIII barón de Bigüezal.[8]

Se casó el 5 de septiembre de 1747 con Ana María María de Areizaga e Irusta, hija de José Gabriel de Aréizaga e Irusta, III barón de Aréizaga. Le sucedió su hijo:
- Joaquín José de Mencos y Aréizaga (1748-17 de abril de 1817), VI conde de Guenduláin y IX barón de Bigüezal.[8]

Contrajo matrimonio el 19 de mayo de 1778 con María Magdalena de Eslava y Eslava (m. 25 de mayo de 1819), II marquesa de la Real Defensa. Le sucedió su hijo:
- Joaquín María de Mencos y Eslava (Pamplona, 25 de febrero de 1771-23 de mayo de 1852), VII conde de Guenduláin, III marqués de la Real Defensa y X barón de Bigüezal,[8] prócer del reino, senador vitalicio.[9]

Se casó el 21 de abril de 1799 con Manuela María Manso de Zúñiga y Areizaga (1778-11 de octubre de 1837), hija de Miguel Damián Manso de Zúñiga y Villarreal de Berriz, V conde de Hervías, y de su esposa Saturnina Antonia Areizaga y Alduncín.  Le sucedió su hijo:

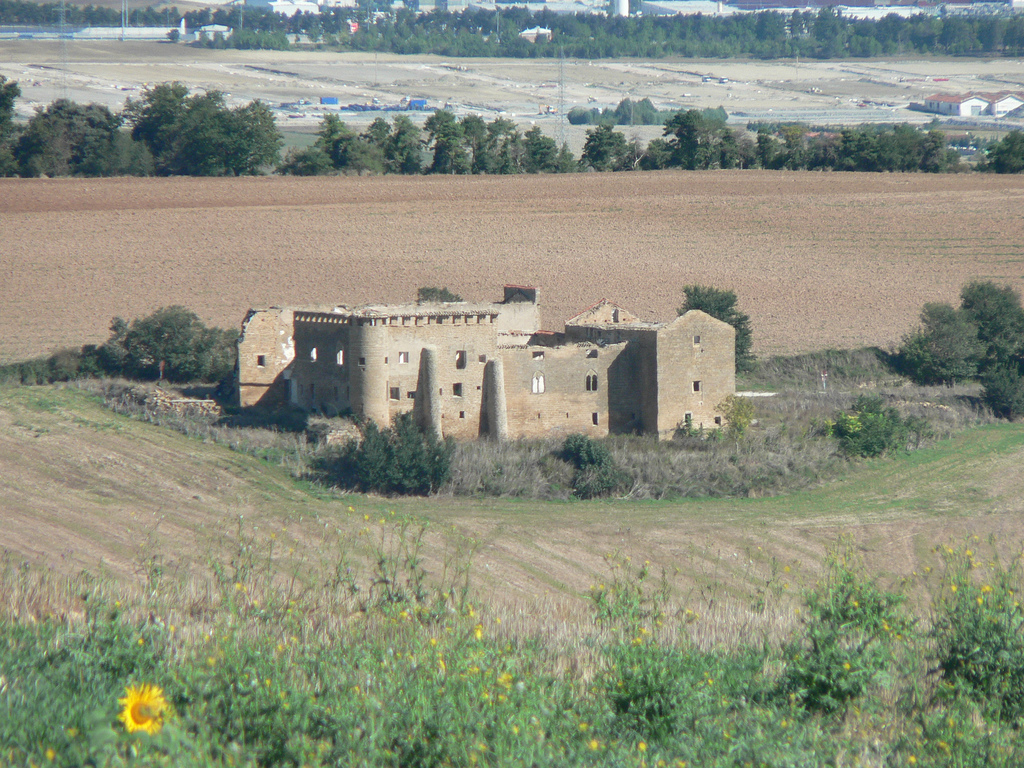
Ruinas del palacio-fortaleza de Guenduláin

- Joaquín Ignacio de Mencos y Manso de Zúñiga (Pamplona, 6 de agosto de 1799-20 de enero de 1882), VIII conde de Guenduláin, concesionario de la Grandeza de España,[8] IV marqués de la Real Defensa, conde de Fresno de la Fuente y XI barón de Bigüezal.[11]

Contrajo un primer matrimonio el 28 de abril de 1828 con María Concepción de Elío y Leyzaun (m. 1 de enero de 1843). Se casó en segundas nupcias el 30 de noviembre de 1846 con María del Pilar Ezpeleta y Aguirre-Zuazo, V condesa del Vado, hija del teniente general José María de Ezpeleta y Enrile, conde de Ezpeleta de Beire, y de María de las Nieves de Aguirre Zuazu y Acedo, duquesa de Castroterreño. Le sucedió su hijo del segundo matrimonio:
- Joaquín María de Mencos y Ezpeleta (Pamplona, 10 de julio de 1851-2 de noviembre de 1936), IX conde de Guenduláin,[8][12] V marqués de la Real Defensa, VI conde del Vado, XII barón de Bigüezal y senador por derecho propio entre 1894 y 1923.[11][13]

En primeras nupcias se casó el 26 de diciembre de 1872 con María Pilar Rebolledo de Palafox y Guzmán (1852-1879).  En  segundas nupcias casó con María Fuencisla Bernaldo de Quirós y Muñoz (Hyères, 18 de diciembre de 1863-20 de octubre de 1931), I marquesa de Eslava, grande de España, hija de José María Bernaldo de Quirós y González Cienfuegos, IX marqués de Campo Sagrado, y de María Cristina Muñoz y Borbón, I marquesa de la Isabela y I vizcondesa de la Dehesilla, hija a su vez de la reina María Cristina de Borbón-Dos Sicilias y de Agustín Fernando Muñoz y Sánchez, I duque de Riansares.  Le sucedió su hijo de su segundo matrimonio.
- Joaquín Ignacio Mencos y Bernaldo de Quirós (Pamplona, 27 de agosto de 1888-12 de julio de 1968), X conde de Guenduláin,[15] VII conde del Vado y XIII barón de Bigüezal, caballero de la Orden de San Juan, gentilhombre de cámara con ejercicio.[14]

Se casó con  María del Pilar del Arco (1897-10 de diciembre de 1986), hija de Luis del Arco y Vizmanos, II conde de Arcentales. Le sucedió su única hija:
- María del Pilar Mencos y del Arco (1919-16 de marzo de 2003), XI condesa de Guenduláin,[8] II marquesa de Eslava,[16] VIII condesa del Vado y XIV baronesa de Bigüezal.[17]

Contrajo matrimonio el 12 de septiembre de 1947 con Rafael Londáiz (1919-1994). Le sucedió su hijo:
- Joaquín Ignacio Londáiz y Mencos, XII y actual conde de Guenduláin,[18] V conde de Arcentales y XV barón de Bigüezal.

Casado el 2 de febrero de 1978 con María Victoria de Montiel y Allendesalazar.